# Glacera de Leschaux
La Glacera de Leschaux (en francès: Glacier de Leschaux) és a la regió de Roine-Alps, a França, i forma part del Massís del Mont Blanc.
La glacera neix en el peu de les Grandes Jorasses. Durant la Petita Edat de Gel, la Glacera de Talèfre s'ajuntava a una alçada d’uns 2.100 metres amb la de Leschaux per a formar la Glacera del Tacul, formant el Mer de Glace.
A la vora de la glacera hi ha el refugi de Leschaux i a partir d'aquesta s'accedeix la diferents pics, entre ells l'Aiguille de Talèfre.

## Grup de Leschaux
S'anomena grup de Leschaux al conjunt de muntanyes que forma el circ que envolta la part superior de la glacera de Leschaux.

## Imatges

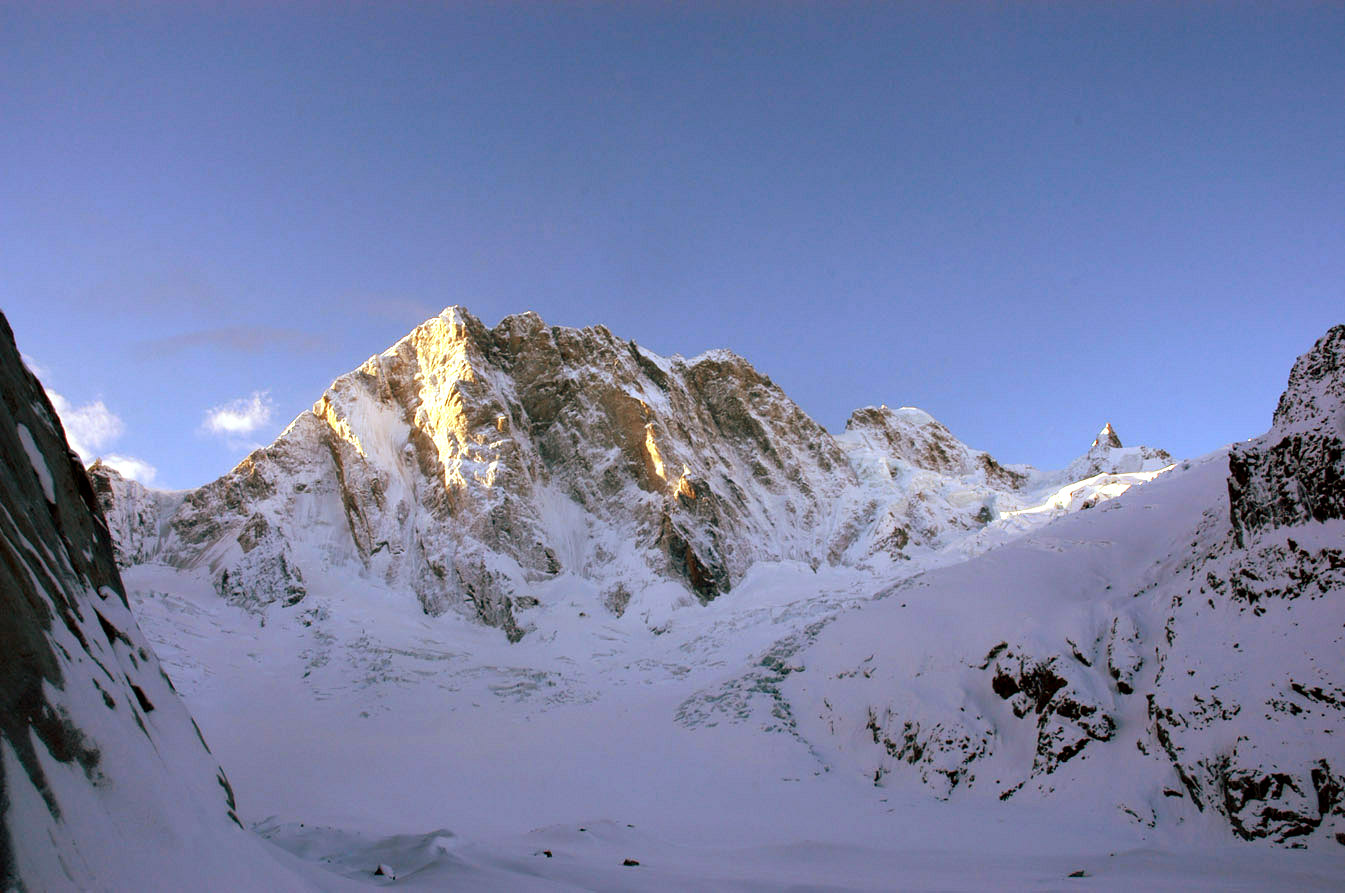
Les Grans Jorasses i la part alta de la Glacera
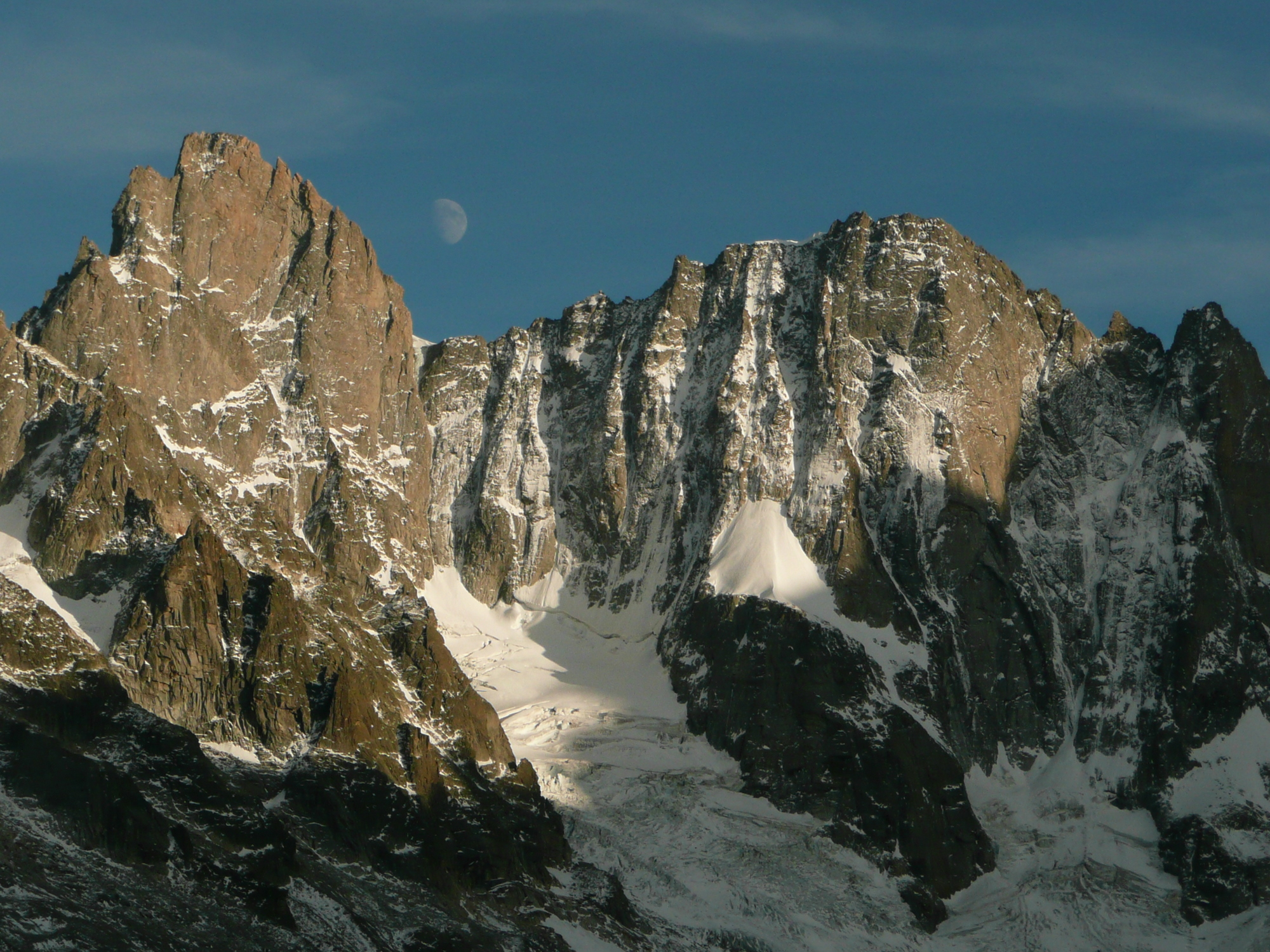
Part del Grup de Leschaux